# Валое
Династија Валоа (фр. Valois, са огранцима Орлеан и Ангулем, фр. Valois-Orléans, Valois-Angoulême) је име династије француских владара. Потиче од споредне лозе династије Капет. Име носи по своме најзначајнијем поседу, грофовији Валоа.

## Француски краљеви из породице Валоа
- Главна линија породице Валоа: 
  - Филип VI Валоа (1328–1350)
  - Жан II Валоа (Жан Добри, Jean le Bon, 1350–1364)
  - Шарл V Валоа (Шарл Мудри, Charles le Sage, 1364–1380)
  - Шарл VI Валоа (Шарл Добродушни или Луди, Charles Bien-Aimé, Charles le Fou, 1380–1422)
  - Шарл VII Валоа (Шарл Победник, Charles le Victorieux, 1422–1461)
  - Луј XI (1461–1483)
  - Шарл VIII Валоа (1483–1498)
- Споредна линија Валоа-Орлеан: 
  - Луј XII (1498–1515)
- Споредна линија Валоа-Ангулем: 
  - Франсоа I Валоа (1515–1547)
  - Анри II Валоа (1547–1559)
  - Франсоа II Валоа (1559–1560)
  - Шарл IX Валоа (1560–1574) – 1560–1563. под регентством Катарине Медичи
  - Анри III Валоа (1574–1589)

Почетак династије Бурбона: 1589.